# Себя-Режу-Без-Ножа Достабль
Себя-Режу-Без-Ножа (С. Р. Б. Н.) Достабль (англ. Cut Me Own Throat (C.M.O.T) Dibbler) — персонаж книг серии «Плоский мир» Терри Пратчетта. Уроженец Анк-Морпорка. Уличный торговец товарами вразнос.

## Персонаж
На его лотках или тележке можно обнаружить что угодно, но чаще всего он торгует сосисками в тесте и «мясными» пирожками. Достабль специализируется на товарах, которые можно по-быстрому спихнуть на шумном уличном углу, а его поставщиками обычно были повозки, возницы которых слишком редко интересовались, что происходит у них за спиной. Сам С. Р. Б. Н. Достабль называет себя авантюристом от торговли, но другие склонялись к мнению, что он просто мелкий жулик, чьи схемы зарабатывания денег всегда обладают небольшим, но жизненно важным недостатком: чаще всего он пытается продать то, что ему не принадлежит, или то, что не работает, или даже то, чего никогда не существовало.
Имя Достабля никому не известно, но к нему намертво привязалось прозвище, которое произошло от его собственной излюбленной поговорки — «Отдам дешевле, но я сам себя без ножа режу». Эта поговорка появилась в лексиконе Достабля с подачи Джона Киля (Сэма Ваймса), что описано в книге «Ночная стража».
В книге «Делай деньги», однако, говорится, что настоящее имя Достабля — Claude Maximilian Overton Transpire Dibbler, что при сокращении дает английский вариант C.M.O.T Dibler. Однако, было высказано предположение, что Достабль придумал имя для оформления банковского кредита, которое подходило бы под его прозвище.

## Внешность
Это худощавый человек, ходячее и разговаривающее доказательство того, что человечество произошло от грызунов. Разговаривает он очень быстро, бросая при этом во все стороны торопливые косые взгляды. Достабль обычно носит длинный, объемный плащ со множеством карманов, в которых, впрочем, никогда не найдется достаточное количество сдачи. Непременным атрибутом Достабля является также тележка или лоток с товаром.
Несмотря на то, что Достабль известен чуть ли не всему Анк-Морпорку (старожилам, во всяком случае), никто не знает, где он живёт. Известно лишь, что он снимает подвал где-то неподалёку от Теней. Он также связан приятельскими отношениями с сержантом городской стражи Фредом Колоном.

## Биография
С. Р. Б. Н. Достабль — прирождённый торговец. Он действительно хороший торговец — поскольку способен продать свои сосиски даже тому, кто их уже однажды пробовал, а человек, способный дважды продать эти сосиски, продаст что угодно. Его предпринимательскую деятельность преследуют неудачи. Вероятно потому, что Достабль обладает невероятным чутьем на проекты, воплощение которых грозит гибелью всему диску.
Так, одно время он оказался на посту главы компании по производству движущихся картинок «Мышиный Век Пикчерз». Под руководством Достабля, компания добилась небывалого успеха. Все закончилось вскоре после съемок крупномасштабной кликоэпопеи «Поднятые Ураганом», которая была снята настолько реалистично, что едва не стала причиной прорыва тварей из Подземельных Измерений на Плоский Мир.
Следующим грандиозным проектом в С. Р. Б. Н. Достабля стала работа агентом музыкальной группы «Банда Рока». Выступления «Банды Рока» проходили с головокружительным успехом, однако все закончилось как всегда плачевно (см события книги «Роковая музыка»).
После очередного провала Достабль неизменно возвращается к уличной торговле сосисками. Кроме того, он распространяет по почте трактат «Путь Скорпиона» — пособие по боевым искусствам «фунг шу», который он продает под псевдонимом Великий Мастер Лобсанг Достабль. У него также можно заказать «Настоящую Горную Росу Достабля», «Гомопата-логический Шампунь Достабля» и места под рекламу в «Вестях Анк-Морпорка».
Его взгляд на риск вкупе с невероятной деловой хваткой и ужасающей неудачливостью можно сравнить с Дереком Троттером из комедии положений «Только дураки и лошади» (популярный британский сериал). Когда рушится его очередной план, он возвращается к продаже свиных (почти) сосисок на улицах Анк-Морпорка. Часто упоминается, будто бы он старается «оба конца сделать мясными».
Он глава и единственный член Гильдии С. Р. Б. Н. Достабля, самой крошечной гильдии Анк-Морпорка.

## Остальные Достабли Плоского мира
У волшебника Ринсвинда была гипотеза, что эквивалент Достабля есть повсюду. Родилась эта теория благодаря его встречам с ними:
- Сам-Себе-Харакири Достаби — торговал подозрительно свежими тысячелетними яйцами в Агатовой Империи («Интересные времена»)
- Честная Сделка Достабль — продавал типичные пироги на неизвестном континенте ЭксЭксЭксЭкс. («Последний континент»)
- Себе-Руку-Режу Достаб — продавал необычайно живой йогурт в Омнии («Мелкие боги»)
- Провались я на этом месте Дблах — продавец тепловатого ледяного шербета в цитадели Ком («Мелкие боги»)
- Аль-Достаб в Клатче («Патриот»)
- Да-Не-Достигнуть-Мне-Никогда-Просветления Достабланг — вероятно, из Пупземельной «страны просветления», это основывается на имени и том, что он продавал ужасающий чай с яковым маслом; упоминается в «Последнем Континенте», как и большинство из этих Достаблей
- Дост Достаблессонсон — продавал чудовищный сморгасброд в Пупземельных фьордах варваров
- Да-Пнут-Меня-В-Заледеневшую-Дырку Достабукки — вероятно, просто собирал китовое мясо, как раз после того, как выбросившееся на берег животное взрывалось, оставляя после себя лишь небольшие кусочки
- Подавись-Мною-Собственные-Дети Достабль-Стабль — продавал зелёное пиво; где именно — неизвестно, но, вполне возможно, в тропических дождевых лесах
- Ratonasticthenes из Эфеба (упоминается в «Науке Плоского Мира»)

Ранее считалось, что все они являются родственниками, но в Discworld Companion указывается, что это параллельная эволюция. «Если где-либо люди готовы есть ужасную пищу», — говорится там, — «найдется кто-нибудь, готовый её продавать».